# تردد نيكويست

مثال نموذجي لتكرار ومعدل نيكويست. نادرًا ما تكون متساوية ، لأن ذلك سيتطلب زيادة في أخذ العينات بمعامل 2 (أي 4 أضعاف عرض النطاق الترددي).

في علم معالجة الإشارة، يعتبر تردد نيكويست (أو تردد الطي) المسمى باسم هاري نيكويست، سمة من سمات الاستعيان، والذي يحول دالة مستمر أو إشارة إلى متتالية مقطعة. بوحدات الدورات في الثانية (هرتز) تبلغ قيمتها نصف معدل أخذ العينات (عينات في الثانية).  عندما يكون أعلى تردد (عرض نطاق) للإشارة أقل من تردد نيكوست الخاص بأخذ العينات، يُقال أن تسلسل الوقت المنفصل الناتج يكون خاليًا من التشويه المعروف باسم الاسترداف ويقال إن معدل العينة المقابل أعلى من معدل نيكويست لتلك الإشارة بالذات.
أثناء تطبيق نموذج لأخذ العينات، يتم أولا اختيار أعلى تردد ليتم حفظه وإعادة إنشائه، بناءً على المحتوى المتوقع (الصوت والموسيقى وما إلى ذلك) والدقة المطلوبة. ثم يستخدم مرشح مانع للتشوهات قبل أخذ العينات ووظيفته هي إزالة الترددات فوق الحد المطلوب. أخيرًا، بناءً على خصائص المرشح، يختار معدل العينة (وتردد نيكويست المقابل) الذي سيوفر قدرًا صغيرًا مقبولًا من الاسترداف.
في التطبيقات التي يكون فيها معدل العينة محددًا مسبقًا، يتم اختيار المرشح بناءً على تردد نيكويست، لا العكس. على سبيل المثال، الأقراص الصوتية المضغوطة تحتوي على معدل عينات يبلغ 44100<span typeof="mw:Entity" id="mwKQ">&nbsp;</span>عينة/ ثانية. وبالتالي فإن تردد نيكويست هو 22050 هرتز. يجب أن يقوم المرشح المضاد للتشوهات بازالة أي ترددات أعلى بشكل مناسب ولا يؤثر على الترددات داخل نطاق السمع البشري؛ مرشح يحافظ على 0-20 كيلو هرتز أكثر من كافٍ لذلك.

## تردد الطي

النقاط السوداء هي استرداف متكرر. الخط الأحمر الصلب هو مثال على اختلاف السعة مع التردد. الخطوط الحمراء المتقطعة هي المسارات المقابلة للأسماء المستعارة.

في هذا المثال، fs هو معدل أخذ العينات، و 0.5 fs هو تردد نيكويست المقابل. تمثل النقطة السوداء المرسومة عند 0.6 fs سعة وتردد دالة جيبية يكون ترددها 60٪ من معدل العينة. تشير النقاط الثلاث الأخرى إلى ترددات وسعات ثلاثة موجات جيبية أخرى يمكنها إنتاج نفس مجموعة العينات مثل الموجات الجيبيية الفعلية التي تم أخذ عينات منها. أخذ عينات من الجيب عند 0.6 fs هو ما يسمح بوجود استرداف منخفض التردد. إذا كان التردد الحقيقي 0.4 fs ، فسيظل هناك استرداف عند 0.6 و1.4 و1.6 إلخ.
تشير الخطوط الحمراء مسارات (مواضع) النقاط الأربع إذا أردنا ضبط تردد وسعة الجيب على طول المقطع الأحمر الصلب (بين fs/2 و fs). بغض النظر عن الدالة المختارة لتغيير السعة مقابل التردد، سيظهر الرسم البياني تناسقًا بين 0 وfs.  يشار إلى هذا التناظر عادة باسم الطي، واسم آخر لـ fs/2 (تردد نيكويست) هو تردد قابل للطي .

## معاني أخرى
الاستخدامات المبكرة لمصطلح تردد نيكويست، مثل تلك المذكورة أعلاه، تتوافق جميعها مع التعريف الوارد في هذه المقالة. بعض المنشورات اللاحقة، بما في ذلك بعض الكتب المدرسية المعنبرة، تعرف تردد نيكويست بأنه ضعف عرض النطاق الترددي للإشارة؛ تعد هذه التسمية نادرة، ويعرف معدل نيكويست بأنه التردد عند ضعف عرض النطاق الترددي للإشارة.